# 담양로
담양로(Damyang-ro)는 전라남도 담양군 무정면 담양 나들목과 담양공고 교차로를 잇는 전라남도의 도로이다. 이 도로는 기존 88올림픽고속도로를 이용해 지어진 도로이고, 반룡삼거리에 구 담양 나들목의 흔적이 남아있다.

## 연혁
- 2006년 12월 7일 : 88올림픽고속도로 담양 ~ 고서 구간 확장 개통에 따른 기존 고속도로 구간 중 일부가 담양로로 격하[1]

## 주요 경유지
전라남도
- 담양군(무정면, 담양읍)